# Stichting Pers & Prent
Stichting Pers & Prent is in 1980 opgericht door kunsthistoricus Hans IJsselstein Mulder (1945-2012) met als doel het verzamelen van tekeningen, prenten en literatuur op het gebied van de politieke satire, daarnaast het exposeren van beeldmateriaal en ten slotte het informeren en publiceren hierover. 
Na een aantal losse exposities, onder meer over de geschiedenis van de Nederlandse spotprent 1880-1980, over de tekenaars Siegfried Woldhek, Len Munnik en Jos Collignon en de spotprent tijdens de bezetting 1940-1945, werd in 1993 begonnen met de jaarlijkse overzichtstentoonstelling Politiek in Prent (sinds 2014 onder de naam Inktspot). Op deze expositie wordt het beste werk getoond van politiek tekenaars, gepubliceerd in de Nederlandse papieren of digitale pers. In 1994 is daarbij ook de Inktspotprijs voor de beste politieke tekening van het jaar ingesteld, een bronzen beeldje van de kunstenares Carla Daalderop. Politiek in Prent (Inktspot) groeide uit tot een belangrijke jaarlijkse manifestatie, aanvankelijk gehouden in het gebouw van de Tweede Kamer, sedert 2002 in Perscentrum Nieuwspoort. In de catalogus die bij de tentoonstelling in eigen beheer wordt uitgegeven, zijn alle geëxposeerde werken opgenomen. De hele serie catalogi biedt een unieke kijk op de recente geschiedenis van Nederland. 
De expositie Inktspot is zowel beschikbaar op panelen als digitaal en is direct na de uitreiking door het publiek te bezichtigen in de Centrale Bibliotheek Den Haag. De expositie reist na Den Haag door heel Nederland; de laatste jaren overschrijdt hij ook de grenzen naar het Haus der Nederlanden in Münster. 
Tussen 2004 en 2018 werd in samenwerking met het Nederlands Persmuseum in Amsterdam de Junior Inktspotprijs uitgereikt. In 2017 en 2018 verhuisde deze uitreiking naar Hilversum bij Beeld en Geluid, na de fusie van het Persmuseum met dit instituut op het Media Park.